# 上山博康
上山 博康（かみやま ひろやす、1948年 - ）は、日本の脳神経外科医。社会医療法人禎心会特別顧問、禎心会脳疾患研究所所長、旭川赤十字病院脳神経外科顧問、札幌北脳神経外科顧問、コスモ脳神経外科顧問。

## 来歴
1948年（昭和23年）、青森県三戸郡五戸町生まれ。
幼い時から絵が得意で、北海道旭川北高等学校時代には美術の教師に画家を目指すべきではと言われるほどだった。しかし高校時代には画家と飛行機を作る技術者という夢があり、進路に悩んでいた。そんな時に週刊誌に「交通事故の多発により脳を損傷し死亡する人が多くなっており、日本にはもっと優秀な脳外科医が必要」と書いてあったのを読み、脳外科医を目指した。
1967年に北海道大学医学部に入学。1973年に同大学を卒業すると同大学の脳神経外科学教室に入局。その後旭川、釧路、美唄などの関連医療施設で6年研修した。旭川赤十字病院で研修中には毎晩顕微鏡を使い、ネズミの血管を縫う練習をした。その後函館の国立療養所に脳神経外科を新設するために赴任した。
1980年、伊藤善太郎に弟子入りするために国立療養所から秋田脳血管研究所へ転勤した。1982年伊藤が44歳で事故死した後、1985年に北海道大学に戻り脳神経外科助手になった。その後は、藤田医科大学の佐野公俊に手術の相談や指導などを受けるようになる（上山は番組内で佐野の事を兄弟子と呼んでいたくらいである）。
そして旭川赤十字病院脳神経外科部長になり、「人生を手術する」をモットーに自分の力が必要と言われれば日本中の病院に足を運び、脳血管手術や脳腫瘍の摘出手術などを手がける。特に脳動脈瘤のクリッピング手術では年間300件・累計20,000件近い手術を行い、「脳血管に関わる手術で日本一」「匠の手を持つ脳外科医」と呼ばれるようになり、全国から患者が訪れるようになった。また絵の才能を生かし、医学の専門書の脳手術のイラストや手術器具の開発にも力をいれている。特に上山式ハサミは今や全国の脳外科医が使っており、脳外科手術のイラストも医学書に使われている。脳腫瘍手術の世界的権威である福島孝徳も上山の腕を認めており番組内で「もし僕が脳血管の手術を受けるなら上山先生にしてもらう」と発言しており、同番組では福島が主催した脳外科医のセミナーに上山が講師として招かれた模様も放送された。
2012年4月から、社会医療法人禎心会脳疾患研究所に設けられた「上山博康脳神経外科塾」の総帥として、若手脳神経外科医を養成しており、同脳疾患研究所の所長に就任した。
趣味はフライフィッシング。札幌医科大学の学長の山下敏彦は上山のいとこにあたる。

## 出演番組
- 主治医が見つかる診療所（テレビ東京）レギュラー
- 仕事の流儀（NHK）2006年9月14日・2011年4月10日
- スッキリ!!（日本テレビ）2006年12月18日
- 夏ドキュ!神の左手・奇跡の天才ドクター（日本テレビ）2007年7月2日
- カンブリア宮殿 日本の医療に警告！北の大地の天才脳外科医（2011年2月24日、テレビ東京）[5]
- マル見え！ハローワーク（テレビ朝日）2011年5月8日
- スーパーJチャンネル（テレビ朝日）2012年3月5日・2012年7月16日
- 人生が変わる1分間の深イイ話（日本テレビ）2012年7月23日
- 林修先生の今やる!ハイスクール（テレビ東京）2014年1月21日
- 林修の今でしょ!講座（テレビ朝日）2014年6月7日・9月20日
- 夏目と右腕（テレビ朝日）2014年9月21日
- NMBとまなぶくん（関西テレビ）2015年3月5日
- 情報ライブ ミヤネ屋（日本テレビ）2015年6月2日

他多数

## 書籍

### 著書
- 『脳動脈瘤手術』（2010年10月1日、南江堂）ISBN 9784524250189
- 『闘う脳外科医 全部助けたい、絶対あきらめない 片寄斗史子聞き書きシリーズ100歳までいきいき生きる国民医のアドバイス5』（聞き書き:片寄斗史子）（2013年5月31日、小学館）ISBN 9784093047050

### 監修
- 『脳血行再建術』（著者:宝金清博、監修:上山博康）（2000年9月1日、中外医学社）ISBN 9784498029507
- 『脳動脈瘤がみつかったら』（監修:上山博康）（2011年6月14日、講談社 健康ライブラリー イラスト版）ISBN 9784062597500